# Stora arktiska naturreservatet

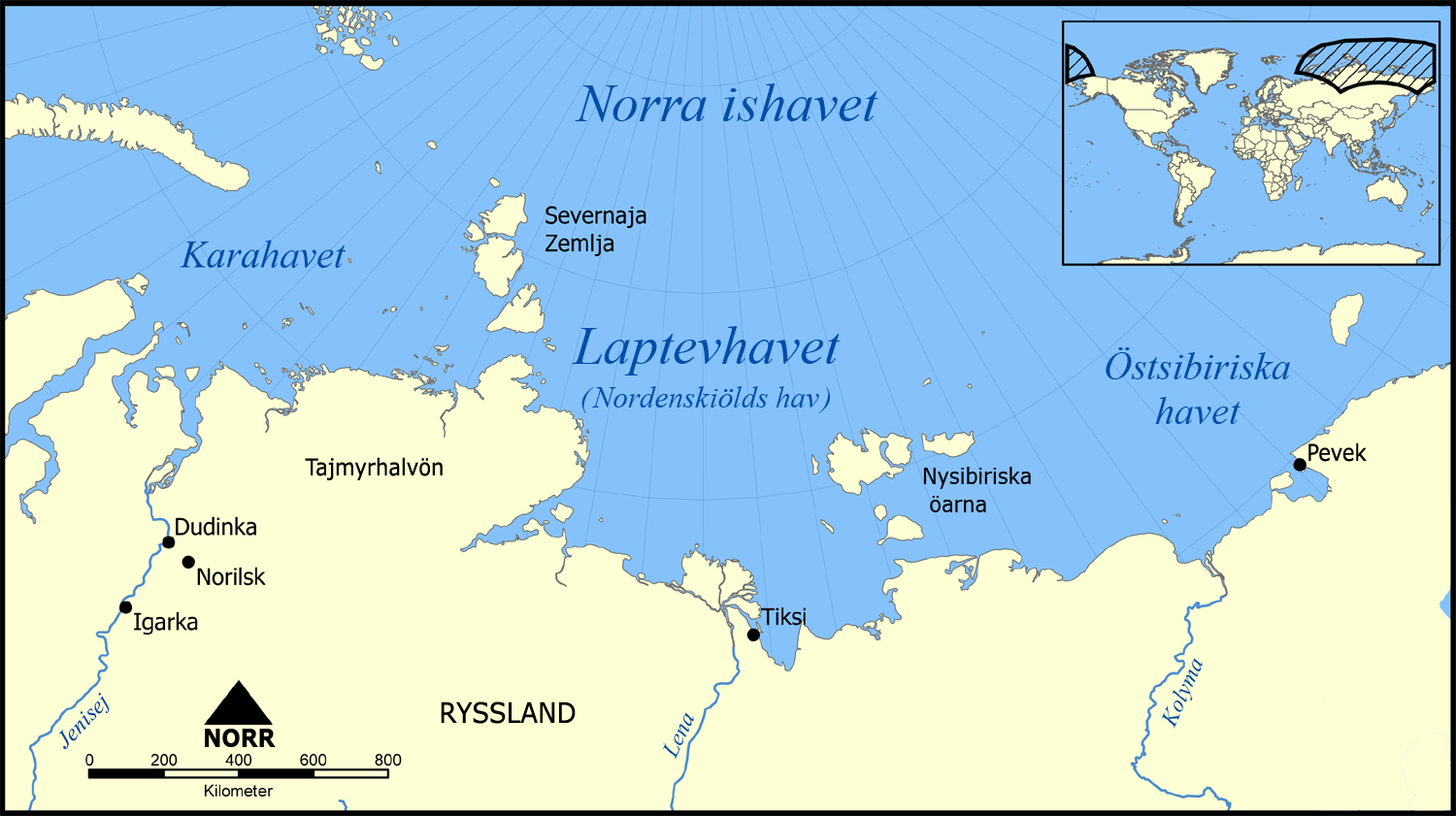
Områdeskarta

Stora arktiska naturreservatet (ryska: Большой Арктический государственный природный заповедник, Bolsjoj Arktitjeskij gosudarstvennyj prirodnyj zapovednik) är ett naturreservat som ligger i Norra ishavet i norra Ryssland. Området är det största reservatet i Ryssland samt Europa och bland de största i världen. Reservatet är även klassat som biosfärområde av Unesco.

## Geografi

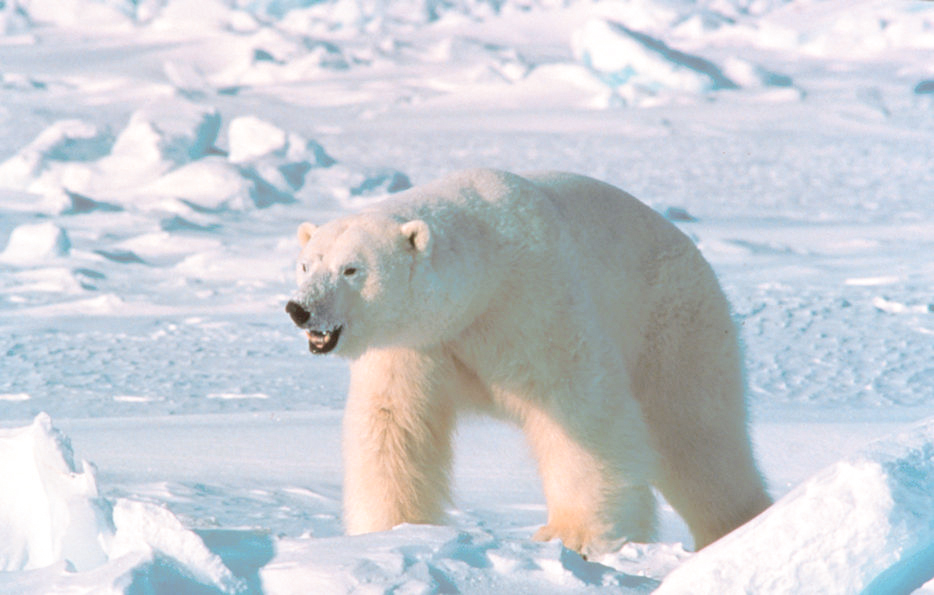
Isbjörn

Reservatet har en sammanlagd areal på cirka 41 692 kvadratkilometer och omfattar områden på fastlandet samt öar i Karahavet och Nordenskiölds hav. Reservatet sträcker sig cirka tusen kilometer från staden Dikson i väst till Tajmyrhalvön i öst och är uppdelat i sju delområden:
- Dikson-Sibirjakovskij

Sektionen har en areal på cirka 200 000 hektar och omfattar delar på fastlandet och även en rad öar.
- Karahavets öar

Sektionen har en area på cirka 400 000 hektar och omfattar bland annat Sergej Kirovöarna, Izvestij TSIK-öarna och Arktitjeskij institut-öarna.
- Pjasinskij

Sektionen har en areal på cirka 1 100 000 hektar och täcker området kring Pjasinasjön, Pjasinafloden och Pjasinoviken.
- Middendorffviken

Sektionen har en areal på cirka 69 000 hektar och omfattar delar på fastlandet och en rad ögrupper och öar.
- Nordenskiöldöarna

Sektionen har en areal på cirka 500 000 hektar och omfattar Tsivolköarna, Vilkitskijöarna, Pachtusovöarna, Litkeöarna, Tajmyrön och Vostotjnyjeöarna.
- Nizjnjaja Tajmyra

Sektionen har en areal på cirka 1 900 000 hektar och omfattar området kring Tajmyrfloden och delar av Tajmyrien.
- Tjeljuskinhektarlvön

Området har en areal på cirka 35 000 hektar och omfattar bland annat Kap Tjeljuskin, det ryska fastlandets nordligaste punkt.
Förvaltningsmässigt ingår området i den ryska krajen (provinsen) Krasnojarsk kraj.

## Naturen

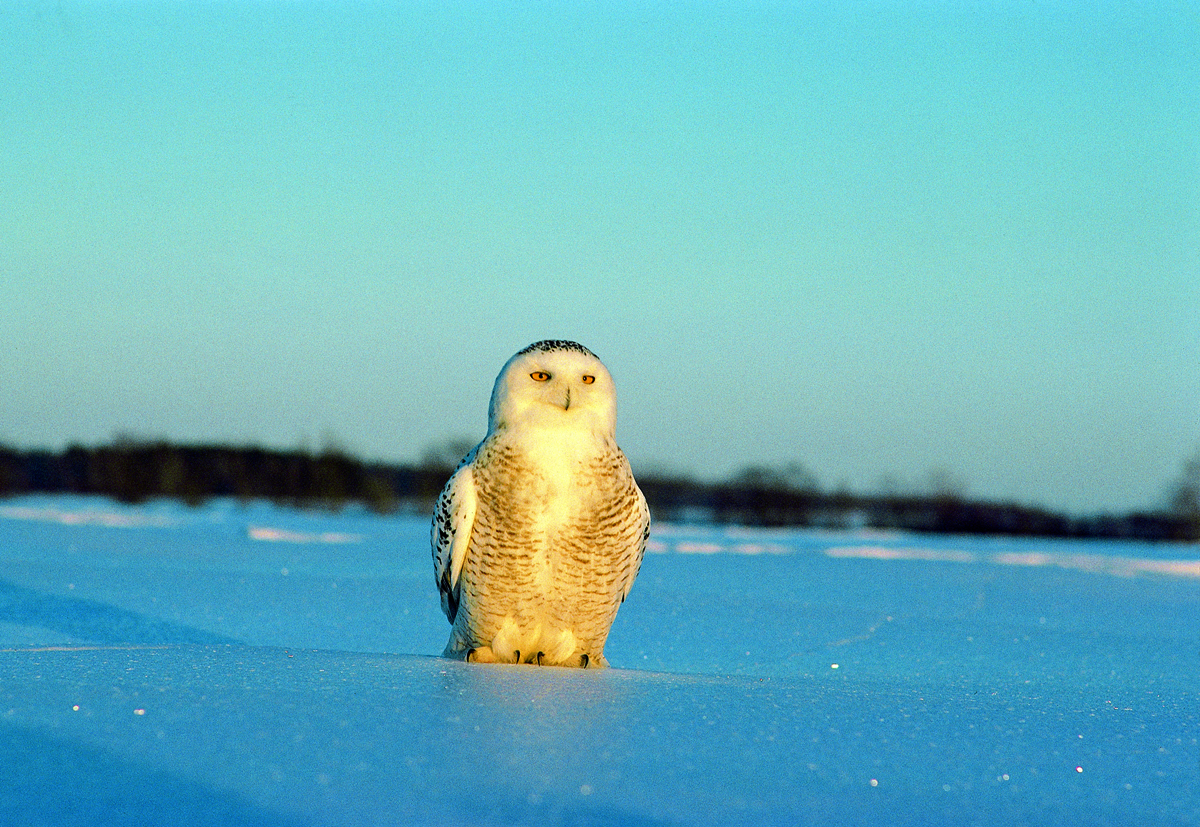
Fjälluggla

Reservatet är habitat för cirka 16 olika arter av däggdjur, 30 olika fiskar och 124 olika fåglar. Bland havsdjuren kan nämnas vitval (Delphinapterus leucas), valross (Odobenus rosmarus) och vikare (Pusa hispida). Bland landdjuren finns ren (Rangifer tarandus), fjällräv (Alopex lagopus) och isbjörn (Ursus maritimus) och bland fåglar finns fjälluggla (Bubo scandiacus), havsörn (Haliaeetus albicilla) och alfågel (Clangula hyemalis). Trots att området till större delen ligger inom tundran och därmed saknar större växter finns cirka 162 olika växtarter däribland cirka 90 olika mossor och 70 olika lavarter.

## Historia
Området har sedan lång tid bebotts av ursprungsfolken dolganer och nganasaner.
Stora arktiska naturreservatet inrättades den 11 maj 1993, och förvaltas av Center for Russian Nature Conservation (CRNC) med kontor i staden Dudinka.